# NGC 4373
NGC 4373 est une vaste galaxie lenticulaire située dans la constellation du Centaure. NGC 4373 a été découverte par l'astronome britannique John Herschel en 1834.

## Caractéristiques

### Distance
Sa vitesse par rapport au fond diffus cosmologique est de 3 694 ± 28 km/s, ce qui correspond à une distance de Hubble de 54,5 ± 3,8 Mpc (∼178 millions d'al).
À ce jour, une quinzaine de mesures non basées sur le décalage vers le rouge (redshift) donnent une distance de 32,920 ± 9,553 Mpc (∼107 millions d'al), ce qui est nettement à l'extérieur des valeurs de la distance de Hubble. Notons cependant que c'est avec la valeur moyenne des mesures indépendantes, lorsqu'elles existent, que la base de données NASA/IPAC calcule le diamètre d'une galaxie et qu'en conséquence le diamètre de NGC 4373 pourrait être d'environ 126 kpc (∼411 000 al) si on utilisait la distance de Hubble pour le calculer, ce qui fait de celle-ci une très vaste galaxie.

## Paire de galaxies
Les galaxies NGC 4373 et IC 3290 sont dans côte-à-côte sur la sphère céleste et la différence entre leur distance à la Voie lactée n'est que de trois millions d'années-lumière. Elles forment une paire de galaxie. 

## Groupe de NGC 4696
Selon A.M. Garcia, NGC 4373 est un membre du groupe de NGC 4696 qui compte au moins 79 galaxies. Les autres galaxies du New General Catalogue et de l'Index Catalogue de ce groupe sont NGC 4499, NGC 4507, NGC 4553, NGC 4573, NGC 4601, NGC 4650, NGC 4672, NGC 4677, NGC 4681, NGC 4683, NGC 4696, NGC 4729, NGC 4743, NGC 4744, NGC 4767, NGC 4811, NGC 4812, NGC 4832, IC 3290 et IC 3370.
Le groupe de NGC 4696 fait partie de l'amas du Centaure, un des amas du superamas de l'Hydre-Centaure.